# 97. letalska brigada (JLA)
Za druge 97. brigade glejte 97. brigada.
97. letalska brigada je bila letalska brigada v sestavi Jugoslovanske ljudske armade.

## Organizacija
27. junij 1991
- štab
- 240. lovsko-bombniška letalska eskadrilja (J-21 Jastreb)
- 353. izvidniška letalska eskadrilja (IJ-22 Orao)
- 676. gasilska letalska eskadrilja (CL-215, SA 341)
- 784. protipodmorniška helikopterska eskadrilja (Ka-25, Ka-28, Mi-14)
- 713. protioklepna helikopterska eskadrilja (Gazelle GAMA)
- 790. transportna helikopterska eskadrilja (Mi-8)